# Chondracanthus genypteri
Chondracanthus genypteri – gatunek widłonoga z rodziny Chondracanthidae. Nazwa naukowa tego gatunku skorupiaków została opublikowana w 1890 roku przez nowozelandzkiego zoologa George'a Malcolma Thomsona.